# كارل فيلهلم هارتمان
كارل فيلهلم هارتمان (بالسويدية: Carl Vilhelm Hartman)‏ هو عالم نبات سويدي، ولد في 19 أغسطس 1862 في Örebro Nikolai parish ‏ في السويد، وتوفي في 19 يونيو 1941 في Klara Church Parish ‏ في السويد.